# Élections législatives de 1919 dans l'Aisne
Les élections législatives françaises de 1919 se déroulent le 16 novembre 1919. Dans le département de l'Aisne, huit députés sont à élire dans le cadre d'un scrutin de liste avec représentation proportionnelle à la suite de la loi du 12 juillet 1919.

## Mode de scrutin
Le nouveau mode de scrutin est un compromis entre scrutin majoritaire et scrutin proportionnel. Censé améliorer le fonctionnement des institutions en supprimant les fiefs électoraux et en permettant l'élection de majorités plus larges, il est toutefois très complexe et critiqué à la fois par les électeurs qui le comprennent mal et par certains journalistes politiques comme Georges Lachapelle qui en soulignent les défauts
. Son fonctionnement (simplifié) est le suivant :
1. Avant le scrutin, les candidats peuvent se regrouper sur des listes pourvu que ces listes ne comptent pas plus de candidats qu'il n'y a de postes de députés à pourvoir (8 postes dans l'Aisne par exemple). Les candidatures isolées sont toutefois autorisées si elles sont soutenues par au moins cent électeurs ;
2. Le jour du scrutin, l'électeur peut panacher plusieurs listes, rayer ou ajouter des noms (par exemple, ajouter le nom d'un candidat isolé sur une des listes) pourvu qu'il ne vote pas pour plus de candidats que le nombre de postes de députés à pourvoir (donc un électeur pouvait voter pour 8 candidats au maximum dans l'Aisne) ;
3. Une fois le vote terminé, les candidats ont trois moyens d'être élus. Premièrement, si un ou plusieurs candidats recueillent la majorité absolue des suffrages exprimés, ils sont proclamés élus. Secondement, s'il reste des sièges à pourvoir, les siéges sont attribués par liste selon la méthode du quotient qui est égal à la somme des suffrages exprimés divisée par le nombre de sièges à pourvoir (par exemple, dans l'Aisne, le quotient est égal à 82 695 suffrages exprimés divisés par 8 postes de députés soit 10336). Autrement dit, une liste obtient autant de sièges que le nombre moyen de suffrages qu'ont récoltés ses candidats contient de fois le quotient (par exemple, le nombre moyen de suffrages obtenus par les candidats de la liste socialiste dans l'Aisne est de 21 160 voix, qui contient deux fois le quotient électoral, la liste a donc droit à deux sièges selon la méthode du quotient). À l'intérieur des listes, les sièges sont attribués aux candidats ayant obtenu le plus grand nombre de suffrages. Troisièmement, s'il reste des sièges non pourvus, ils sont répartis selon la méthode de la plus forte moyenne qui avantage les listes ayant obtenu les meilleurs scores (dans l'Aisne, la liste du Bloc national arrivée en tête obtient 2 sièges supplémentaires "à la plus forte moyenne").

## Élus
| Identité                  | Parti | Parti |
| ------------------------- | ----- | ----- |
| Albert Forzy              |       | FR    |
| Henri Rillart de Verneuil |       | FR    |
| Charles Desjardins        |       | FR    |
| Frédéric Hugues           |       | AD    |
| Albert Hauet              |       | PRRRS |
| Léon Accambray            |       | PRRRS |
| Louis Ringuier            |       | SFIO  |
| Olivier Deguise           |       | SFIO  |

## Candidats
Trois listes s'opposent durant cette élection: 
- la liste d'Union nationale républicaine et de restauration des régions dévastées pour le Bloc national ;
- la liste d'Union républicaine pour les radicaux ;
- la liste républicaine socialiste pour les socialistes.

### Bloc national
| N° | Candidats | Candidats                 | Parti | Principales fonctions                                                                                     |
| -- | --------- | ------------------------- | ----- | --- |
| 01 |           | Albert Forzy              | FR    | Ancien député, conseiller général de Coucy-le-Château-Auffrique, maire de Bassoles-Aulers, agriculteur    |
| 02 |           | M. Legrand                | FR    | Avocat |
| 03 |           | Charles Desjardins        | FR    | Maire de Remaucourt, avocat                                                                               |
| 04 |           | Roger Firino              | ALP   | Ancien député, conseiller général de Vic-sur-Aisne, maire de Fontenoy, historien                          |
| 05 |           | Frédéric Hugues           | AD    | Député sortant, maire de Fayet, industriel                                                                |
| 06 |           | M. Landowski              | AD    | Ingénieur-chimiste                                                                                        |
| 07 |           | Henri Rillart de Verneuil | FR    | Député sortant, conseiller général de Craonne, officier de cavalerie à la retraite, propriétaire agricole |
| 08 |           | Émile Villemant           | FR    | Conseiller de l'arrondissement de Vervins, maire d'Hirson, négociant                                      |

### Parti radical
| N° | Candidats | Candidats         | Parti | Principales fonctions                                                                 |
| -- | --------- | ----------------- | ----- | ------------------------------------------------------------------------------------- |
| 01 |           | Albert Hauet      | PRRRS | Député sortant, conseiller général du Nouvion-en-Thiérache, maire de Boué, industriel |
| 02 |           | Léon Accambray    | PRRRS | Député sortant, officier d'artillerie à la retraite                                   |
| 03 |           | Edgar Dhéry       | PRRRS | Conseiller général du Catelet, maire d'Hargicourt, instituteur                        |
| 04 |           | Roger Joxe        | DVG   | Conseiller général de Fère-en-Tardenois, maire de Fère-en-Tardenois, médecin          |
| 05 |           | Antoine Ceccaldi  | PRRRS | Avocat                                                                                |
| 06 |           | M. Dupin          | PRRRS | Avocat                                                                                |
| 07 |           | Fernand Marquigny | PRRRS | Conseiller général de Soissons, maire de Soissons, avoué                              |
| 08 |           | M. Petrot         | PRRRS | Notaire à la retraite                                                                 |

### Section française de l'Internationale ouvrière
| N° | Candidats | Candidats        | Parti | Principales fonctions                                            |
| -- | --------- | ---------------- | ----- | ---------------------------------------------------------------- |
| 01 |           | Louis Ringuier   | SFIO  | Député sortant, conseiller général de Saint-Quentin, journaliste |
| 02 |           | Olivier Deguise  | SFIO  | Député sortant, conseiller général de Bohain, journaliste        |
| 03 |           | M. Joly          | SFIO  | Publiciste                                                       |
| 04 |           | Emile Dutilleul  | SFIO  | Expert-comptable                                                 |
| 05 |           | Alfred Huile     | SFIO  | Représentant de commerce                                         |
| 06 |           | Jean Godet       | SFIO  | Cheminot                                                         |
| 07 |           | Alphonse Maubant | SFIO  | Ouvrier métallurgiste                                            |
| 08 |           | M. Lévêque       | SFIO  | Publiciste                                                       |

## Résultats

### Résultats à l'échelle du département
| Candidat           | Candidat                  | Parti              | Premier tour | Premier tour | Moyenne par liste | Moyenne par liste | Sièges |
| Candidat           | Candidat                  | Parti              | Voix         | %            | Voix              | %                 | Sièges |
| ------------------ | ------------------------- | ------------------ | ------------ | ------------ | ----------------- | ----------------- | ------ |
|                    | Albert Forzy              | FR                 | 28 731       | 34,74        |                   |                   | 1      |
|                    | M. Legrand                | FR                 | 27 673       | 33,46        |                   |                   | 0      |
|                    | Charles Desjardins        | FR                 | 28 287       | 34,21        |                   |                   | 1      |
|                    | Roger Firino              | ALP                | 27 395       | 33,13        |                   |                   | 0      |
|                    | Frédéric Hugues           | AD                 | 28 190       | 34,09        |                   |                   | 1      |
|                    | M. Landowski              | AD                 | 26 428       | 31,96        |                   |                   | 0      |
|                    | Henri Rillart de Verneuil | FR                 | 28 331       | 34,26        |                   |                   | 1      |
|                    | Émile Villemant           | FR                 | 27 393       | 33,13        |                   |                   | 0      |
|                    | Bloc national             | Bloc national      | 222 428      | -            | 27 803            | 33,62             | 4      |
|                    |                           |                    |              |              |                   |                   |        |
|                    | Albert Hauet              | Parti radical      | 29 548       | 35,73        |                   |                   | 1      |
|                    | Léon Accambray            | Parti radical      | 28 178       | 34,07        |                   |                   | 1      |
|                    | Edgar Dhéry               | Parti radical      | 27 007       | 32,66        |                   |                   | 0      |
|                    | Roger Joxe                | DVG                | 26 812       | 32,42        |                   |                   | 0      |
|                    | Antoine Ceccaldi          | Parti radical      | 27 575       | 33,35        |                   |                   | 0      |
|                    | M. Dupin                  | Parti radical      | 26 781       | 32,39        |                   |                   | 0      |
|                    | Fernand Marquigny         | Parti radical      | 27 215       | 32,91        |                   |                   | 0      |
|                    | M. Petrot                 | Parti radical      | 26 572       | 32,13        |                   |                   | 0      |
|                    | Gauche radicale           | Gauche radicale    | 219 688      | -            | 27 461            | 33,21             | 2      |
|                    |                           |                    |              |              |                   |                   |        |
|                    | Louis Ringuier            | SFIO               | 24 128       | 29,18        |                   |                   | 1      |
|                    | Olivier Deguise           | SFIO               | 24 235       | 29,31        |                   |                   | 1      |
|                    | M. Joly                   | SFIO               | 20 122       | 24,33        |                   |                   | 0      |
|                    | Emile Dutilleul           | SFIO               | 20 166       | 24,39        |                   |                   | 0      |
|                    | Alfred Huile              | SFIO               | 19 623       | 23,73        |                   |                   | 0      |
|                    | Jean Godet                | SFIO               | 20 331       | 24,59        |                   |                   | 0      |
|                    | Alphonse Maubant          | SFIO               | 20 448       | 24,73        |                   |                   | 0      |
|                    | M. Lévêque                | SFIO               | 20 229       | 24,46        |                   |                   | 0      |
|                    | Gauche socialiste         | Gauche socialiste  | 169 282      | -            | 21 160            | 25,59             | 2      |
|                    |                           |                    |              |              |                   |                   |        |
|                    | Candidat isolé            |                    | 180          | 0,22         |                   |                   | 0      |
|                    |                           |                    |              |              |                   |                   |        |
| Inscrits           | Inscrits                  | Inscrits           | 133 061      | 100,00       |                   |                   |        |
| Abstentions        | Abstentions               | Abstentions        | 47 952       | 36,04        |                   |                   |        |
| Votants            | Votants                   | Votants            | 85 109       | 63,96        |                   |                   |        |
| Blancs et nuls     | Blancs et nuls            | Blancs et nuls     | 2 414        | 2,84         |                   |                   |        |
| Exprimés           | Exprimés                  | Exprimés           | 82 695       | 97,16        |                   |                   |        |
| Quotient électoral | Quotient électoral        | Quotient électoral |              |              | 10 336            | 12,50             |        |

## Rappel des résultats départementaux des élections de 1914
| Parti          | Parti                 | Premier tour | Premier tour | Second tour | Second tour | Sièges |
| Parti          | Parti                 | Voix         | %            | Voix        | %           | Sièges |
| -------------- | --------------------- | ------------ | ------------ | ----------- | ----------- | ------ |
|                | Parti radical         | 35 037       | 28,80        | 9 771       | 29,27       | 4      |
|                | Radicaux indépendants | 16 543       | 13,60        | -           | -           | 2      |
|                | Gauche radicale       | 51 580       | 42,39        | 9 771       | 29,27       | 6      |
|                |                       |              |              |             |             |        |
|                | PRD                   | 26 155       | 21,50        | 8 767       | 26,26       | 0      |
|                | FDG                   | 8 153        | 6,70         | -           | -           | 0      |
|                | ALP                   | 7 944        | 6,53         | 7 118       | 21,32       | 0      |
|                | FR                    | 7 527        | 6,19         | -           | -           | 0      |
|                | Centre et Droite      | 49 779       | 40,91        | 15 885      | 47,58       | 0      |
|                |                       |              |              |             |             |        |
|                | SFIO                  | 20 163       | 16,57        | 7 716       | 23,11       | 2      |
|                | Gauche socialiste     | 20 163       | 16,57        | 7 716       | 23,11       | 2      |
|                |                       |              |              |             |             |        |
|                | Divers                | 145          | 0,12         | 13          | 0,04        | 0      |
|                |                       |              |              |             |             |        |
| Inscrits       | Inscrits              | 150 459      | 100,00       |             | 100,00      |        |
| Abstentions    | Abstentions           | 26 359       | 17,52        |             |             |        |
| Votants        | Votants               | 124 100      | 82,48        |             |             |        |
| Blancs et nuls | Blancs et nuls        | 2 433        | 1,96         |             |             |        |
| Exprimés       | Exprimés              | 121 667      | 98,04        | 33 385      |             |        |